# Светско првенство у атлетици на отвореном 2011 — штафета 4 × 100 метара за жене
Такмичење у трци штафета 4 х 100 м у женској конкуренцији на Светском првенству у атлетици 2011. у Тегуу одржано је 4. септембра на стадиону Тегу.
Учествовала је 21 штафета. Највећи фаворит је била штафета САД, која је због лоших измена на Олимпијским играма 2008. и Светском првенству 2009. била дисквалификова и остала без медаља, имала је најбољи резултат сезоне 2011. Титулу је бранила Јамајка, а међу претендентима за медаље су још олимпијски победник Русија и увек добра Украјина.

## Освајачи медаља
| | |                                                                              |
| Сједињене Државе · Бјанка Најт · Алисон Филикс · Маршевет Мајерс · Кармелита Џетер · Шалонда Соломон* · Александрија Андерсон* | Јамајка · Шели-Ен Фрејзер-Прајс · Керон Стјуарт · Шерон Симпсон · Вероника Кембел-Браун · Џура Ливај* | Украјина · Олесја Повх · Наталија Погребњак · Марија Рјемјењ · Христина Стуј |

## Рекорди пре почетка Светског првенства 2011.
26. август 2011
| Светски рекорд              | Источна Немачка · (Зилке Гладиш, Сабине Ригер, Ингрид Ауерсвалд, Марлис Гер)                       | 41,37 | Канбера, Аустралија               | 6. октобар 1985.  |
| Рекорди светских првенстава | Сједињене Државе · (Кристи Гејнс, Мерион Џоунс, Ингер Милер, Гејл Диверс)                          | 41,47 | Атина, Грчка                      | 9. август 1997.   |
| Најбољи резултат сезоне     | Сједињене Државе · (Лорин Вилијамс, Алисон Феликс, Маршевет Мајерс, Кармелита Џитер                | 42,28 | Филаделфија, САД                  | 5. август 2011    |
| Афрички рекорд              | Нигерија · (Беатрис Утонду, Фејт Идехен, Кристи Опара Томпсон, Мери Оњали)                         | 42,39 | Барселона, Шпанија                | 7. август 1992.   |
| Азијски рекорд              | Кина · (Лин Сјао, Ли Јали, Љу Сјаомеј, Ли Сјемеј)                                                  | 42,23 | Шангај, Кина                      | 23. октобар 1997. |
| Северноамерички рекорд      | Сједињене Државе · (Кристи Гејнс, Мерион Џоунс, Ингер Милер, Гејл Диверс)                          | 41,47 | Атина, Грчка                      | 9. август 1997.   |
| Јужноамерички рекорд        | Бразил · (Lucimar Aparecida de Moura, Katia Regina Santos, Luciana dos Santos, Rosemar Maria Neto) | 42,97 | Богота, Колумбија                 | 10. јул 2004.     |
| Европски рекорд             | Источна Немачка · (Зилке Гладиш, Забине Ригер, Ингрид Ауерсвалд, Марлис Гер)                       | 41,37 | Канбера, Аустралија               | 6. октобар 1985.  |
| Океанијски рекорд           | Аустралија · (Rachael Massey, Suzanne Broadrick, Jodi Lambert, Melinda Gainsford-Taylor)           | 42,99 | Полокване, Јужноафричка Република | 18. март 2000.    |

## Квалификационе норме
| A норма | Б норма |
| ------- | ------- |
| 44:00   |         |

## Сатница
| Датум             | Време | Коло       |
| ----------------- | ----- | ---------- |
| 4. септембар 2011 | 18:30 | Полуфинале |
| 4. септембар 2011 | 20:35 | Финале     |

## Нови рекорди после Светског првенства 2011.
| Најбољи резултат сезоне | Сједињене Државе · (Бјанка Најт, Алисон Филикс, Маршевет Мајерс, Кармелита Џитер) | 41,56 | Тегу, Јужна Кореја | 4. септембар 2011. |
| Јужноамерички рекорд    | Бразил · (Ана Клаудија Силва, Ванда Гомес, Франсијела Красуки, Росанжела Сантос)  | 42,92 | Тегу, Јужна Кореја | 4. септембар 2011. |

## Краћи преглед такмичења
Прво полуфинале убедљиво је освојила штафета Јамајке. Друга је била Француска, док се трећепласирана штафета Бразила пласирала према резултату којим је поставила нови рекорд Јужне Америке. Штафета Кине је дисквалификована. Друго полуфинале освајају Тринидад и Тобаго са новим националним рекордом, другопласирана Украјина и Русија по резултату. Сви су постигли најбоље резултате у сезони. Из треће полуфиналне групе у финале су отишле САД која је постивла најбољи светски резутат сезоне и Нигерија.
У финалу од старта је повела Шели-Ен Фрејзер-Прајс и направила предност за Јамајку, али су је следеће две измене америчке штафете Алисон Феликс и Маршевет Мајерс анулирале. С обзиром на минимално вођство четврта измена САД Кармелита Џетер је задржала предност испред Вероника Кембел-Браун и победила. САД је и у овој треци поправио најбољи светски резултат сезоне, док је Јамајка поставила нови национални рекорд. Иако је трчала у 8 стази последња измена Украјине Христина Стуи је у финишу престигла штафете Француске и Тринидада и Тобага и донела Украјини бронзану медаљу.

## Резултати

### Полуфинале
За 8 места у финалу квалификовале су се по две првопласиране штафете из све три полуфиналне групе (КВ) и две штафете по постигнутом резултату (кв).
| Поз. | Група | Земља                | Атлетичарке                                                                 | Време            | Белешка          |
| ---- | ----- | -------------------- | --------------------------------------------------------------------------- | ---------------- | ---------------- |
| 1    | 3     | Сједињене Државе     | Бјанка Најт, Шалонда Соломон, Маршевет Мајерс, Александрија Андерсон        | 41,94            | КВ СРС           |
| 2    | 1     | Јамајка              | Шели-Ен Фрејзер-Прајс, Керон Стјуарт, Шерон Симпсон, Џура Ливај             | 42,23            | КВ, РС           |
| 3    | 1     | Француска            | Мирјам Сумаре, Селин Дистел, Лина Жак Себастјен, Вероник Манг               | 42,60            | КВ, РС           |
| 4    | 2     | Украјина             | Олесја Повх, Наталија Погребњак, Марија Рјемјењ, Христина Стуј              | 42,63            | КВ, РС           |
| 5    | 3     | Нигерија             | Gloria Asumnu, Олудамола Осајоми, Agnes Osazuwa, Блесинг Окагбаре           | 42,74            | КВ, РС           |
| 6    | 1     | Бразил               | Ана Клаудија Лемос Силва, Ванда Гомес, Франсијела Красуки, Росанжела Сантос | 42,92            | кв, ЈАР          |
| 7    | 3     | Холандија            | Кадене Васел, Дафне Схиперс, Анаук Хаген, Јамил Самуел                      | 43,44            | НР               |
| 8    | 1     | Колумбија            | Јомара Хинестроза, Maria Alejandra Idrobo, Darlenys Obregón, Норма Гонзалес | 43,53            | РС               |
| 9    | 2     | Аустралија           | Хејли Батлет, Мелиса Брин, Charlotte van Veenendaal, Сали Пирсон            | 43,79            |                  |
| 10   | 1     | Јапан                | Nao Okabe, Момоко Такахаши, Chisato Fukushima, Saori Imai                   | 43,83            |                  |
| 11   | 2     | Уједињено Краљевство | Тифани Портер, Ањика Онуора, Лора Тарнер, Женет Квакје                      | 43,95            |                  |
| 12   | 3     | Швајцарска           | Clélia Reuse, Jacqueline Gasser, Елен Шпрунгер, Леа Шпрунгер                | 44,04            |                  |
| 13   | 3     | Белорусија           | Ана Богданович, Yuliya Balykina, Alena Neumiarzhitskaya, Hanna Liapeshka    | 44,38            |                  |
| 14   | 2     | Јужна Кореја         | Eum Jeesu, Kim So-yeon, Lee Sunae, Park So-Yeun                             | 46,14            | РС               |
| 15   | 1     | Шпанија              | Plácida Martínez, Amparo Cotán, Concepción Montaner, Рут Беитија            | 46,24            |                  |
| 16   | 3     | Бахаме               | Шеника Фергусон, Нивеа Смит, Антоник Стракан, Деби Фергусон Макензи         | 50,62            |                  |
| —    | 3     | Немачка              | Јасмин Квадво, Ане Мелингер, Катлен Чир, Марион Вагнер                      | Нису завршиле    | Нису завршиле    |
| —    | 2     | Пољска               | Anna Kiełbasińska, Марика Попович, Марта Јешке, Agnieszka Ligięza           | Нису завршиле    | Нису завршиле    |
| —    | 1     | Кина                 | Веј Јунгли, Liang Qiuping, Jiang Lan, Tao Yujia                             | Дисквалификоване | Дисквалификоване |
|      | 2     | Тринидад и Тобаго    | Кеј Селвон, Кели-Ен Баптист, Симој Хакет, Мишел-Ли Ахје                     | Диск.            | [ 2 ]            |
| 6    | 2     | Русија               | Јулија Гушчина, Наталија Рускова, Елизабета Савлинис, Александра Федорива   | 42,78            | кв, РС Диск.     |

1. ↑  Rowbottom, Mike (2011-08-21). Women's 4x100m Relay – PREVIEW Архивирано на веб-сајту  (1. август 2012). IAAF. Retrieved on 2011-08-25.
2. ↑  Штафета Тринидада и Тобага је пробитно освојила треће мессто, али је касније дисквалификована због Симој Хакет дрога теста на националном првенству

### Финале
| Поз. | Стаза | Земља             | Атлетичарке                                                                 | Време | Белешка |
| ---- | ----- | ----------------- | --------------------------------------------------------------------------- | ----- | ------- |
|      | 4     | Сједињене Државе  | Бјанка Најт, Алисон Филикс, Маршевет Мајерс, Кармелита Џитер                | 41,56 | СРС     |
|      | 6     | Јамајка           | Шели-Ен Фрејзер-Прајс, Керон Стјуарт, Шерон Симпсон, Вероника Кембел-Браун  | 41,70 | НР      |
|      | 8     | Украјина          | Олесја Повх, Наталија Погребњак, Марија Рјемјењ, Христина Стуј              | 42,51 | РС      |
| 4    | 5     | Француска         | Миријам Сумаре, Céline Distel, Лина Жак Себастјен, Вероник Манг             | 42,70 |         |
| 5    | 7     | Нигерија          | Gloria Asumnu, Олудамола Осајоми, Agnes Osazuwa, Блесинг Окагбаре           | 42,93 |         |
| 6    | 2     | Бразил            | Ана Клаудија Лемос Силва, Ванда Гомес, Франсијела Красуки, Росанжела Сантос | 43,10 |         |
|      | 3     | Тринидад и Тобаго | Кеј Селвон, Кели-Ен Баптист, Симој Хакет, Мишел-Ли Ахје                     | Диск. |         |
| 5    | 1     | Русија            | Јулија Гушчина, Наталија Рускова, Елизабета Савлинис, Александра Федорива   | 42,93 | Диск.   |

Легенда: СР = Светски рекорд, РСП = Рекорд светских првенстава, ЕР = Европски рекорд, ЈАР = Јужмоамерички рекорд, СРС = Светски рекорд сезоне (најбоље време сезоне на свету), РС = Рекорд сезоне (најбоље време сезоне), НР = Национални рекорд, ЛР = Лични рекорд, * = учеснице штафета које су освојиле медаље, а нису трчале у финалу.